# Garrulax ocellatus
El charlatado ocelado (Garrulax ocellatus) es una especie de ave paseriforme de la familia Leiothrichidae propia de las montañas del sur de Asia.

## Distribución y hábitat
Se extiende por el Himalaya y las montañas que circundan la meseta tibetana por el este, distribuido por Bután, oeste de China, norte de la India, Birmania y Nepal. Su hábitat natural son los bosques subtropicales de montaña.